# گروهک
گروهک یا گروه کوچک (به انگلیسی: clique) در علوم اجتماعی به مجموعه‌ای از افراد گفته می‌شود که در برهم‌کنش با یکدیگر، به صورت سازمان‌یافته هدف مشترکی را دنبال می‌کنند.

## در ایران
در ایران، واژهٔ گروهک توسط نظام جمهوری اسلامی برای تحقیر و کوچک‌شماردن سازمان‌ها، گروه‌های دارای فعالیت‌های مخفیانه یا تروریستی به‌کار برده می‌شود.